# کات گوت

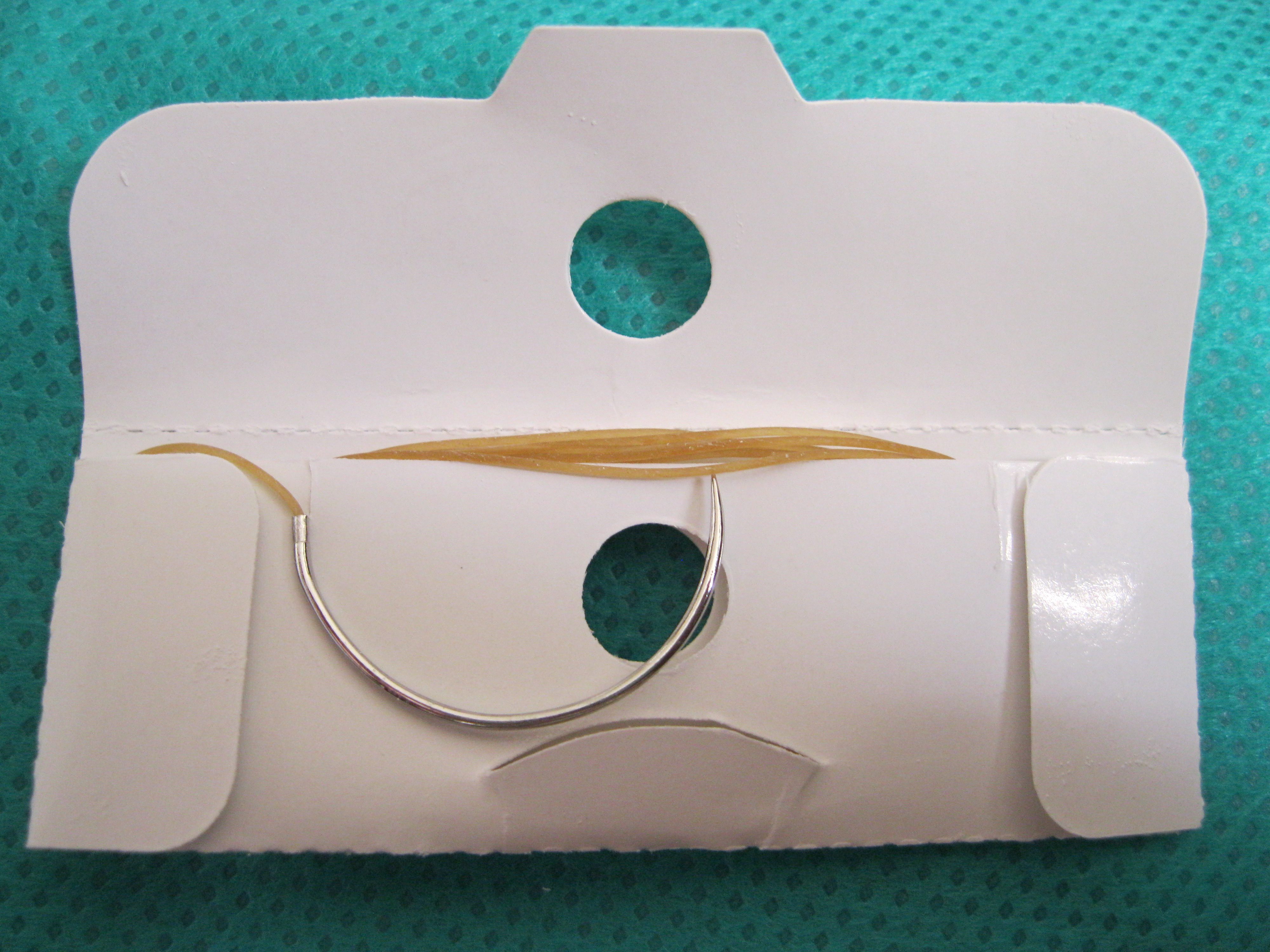
کات گوت

کات گوت (به انگلیسی: Catgut suture) نام نوعی از نخ‌های قابل جذب جراحی است که اقسام مختلف دارد.

## جنس
از بافت زیرمخاطی روده گاو و گوسفند یا سروز روده گاو، تهیه می‌شود.

## کاربرد
زمانی که حمایت بافتی کمی مورد نیاز باشد و در صورت وجود عفونت می‌تواند بکار رود.

## نامیدن
اگرچه این نام حاکی از استفاده از روده گربه‌ها است، اما هیچ سابقه ای از روده‌های گربه ای که برای این منظور استفاده می‌شود وجود ندارد. کلمه catgut از اصطلاح کیتگوت یا kitstring (رشته مورد استفاده در یک کیت یا کمانچه) گرفته شده‌است. تفسیر نادرست از کلمه کیت به عنوان ارجاع به یک گربه، ممکن است منجر به استفاده از اصطلاح catgut شود. شاید یکی دیگر از توضیحات احتمالی این نام، ترکیبی از کلمات گاو و روده باشد.